# Rudolf Lochner
Rudolf Lochner (Berchtesgaden, 29 de marzo de 1953) es un deportista alemán que compitió en bobsleigh en la modalidad doble. Es tío del piloto de bobsleigh Johannes Lochner.
Participó en dos Juegos Olímpicos de Invierno, obteniendo una medalla de plata en Albertville 1992, en la prueba doble (junto con Markus Zimmermann), y el cuarto lugar en Lillehammer 1994, en la misma prueba.
Ganó una medalla de oro en el Campeonato Mundial de Bobsleigh de 1991 y una medalla de bronce en el Campeonato Europeo de Bobsleigh de 1989.

## Palmarés internacional
| Representando a la RFA   |                       |                   |        |
| Campeonato Europeo       |                       |                   |        |
| Año                      | Lugar                 | Medalla           | Prueba |
| 1989                     | Winterberg (RFA)      | Medalla de bronce | Doble  |
| Representando a Alemania |                       |                   |        |
| Juegos Olímpicos         |                       |                   |        |
| Año                      | Lugar                 | Medalla           | Prueba |
| 1992                     | Albertville (Francia) | Medalla de plata  | Doble  |
| Campeonato Mundial       |                       |                   |        |
| Año                      | Lugar                 | Medalla           | Prueba |
| 1991                     | Altenberg (Alemania)  | Medalla de oro    | Doble  |